# Ryszard Kokoszczyński
Ryszard Zbigniew Kokoszczyński (ur. 19 stycznia 1954 w Warszawie) – polski ekonomista, bankowiec i urzędnik państwowy, doktor habilitowany nauk ekonomicznych, profesor Uniwersytetu Warszawskiego. W latach 1994–1998 i 2015–2021 członek zarządu Narodowego Banku Polskiego, w latach 1998–2001 wiceprezes NBP.

## Życiorys
Ukończył studia na Wydziale Nauk Ekonomicznych Uniwersytetu Warszawskiego, gdzie od 1977 pracował naukowo. W 1986 obronił doktorat na podstawie pracy pt. Równowaga zewnętrzna w gospodarce centralnie planowanej – podejście modelowe, a w 2004 uzyskał habilitację po obronie rozprawy pt. Współczesna polityka pieniężna w Polsce. Specjalizował się w zakresie modelowania makroekonomicznego, ekonomii monetarnej i bankowości. Został kierownikiem Zakładu Finansów Ilościowych na Wydziale Nauk Ekonomicznych i profesorem nadzwyczajnym UW.
Odbył staże naukowe i praktyczne m.in. w Europejskim Instytucie Uniwersyteckim, University of Birmingham, Dresdner Bank i Banku Światowym. Pełnił też funkcje w organizacjach międzynarodowych, m.in. wicegubernatora dla Polski w Międzynarodowym Banku Odbudowy i Rozwoju, członka rady Międzynarodowego Banku Współpracy Gospodarczej w Moskwie i członka komitetu Europejskiego Systemu Banków Centralnych. Kierował radą nadzorczą Powszechnego Banku Gospodarczego w Łodzi, zasiadał także w radach PKO BP i Giełdy Papierów Wartościowych
Od 1987 r. związany zawodowo z Narodowym Bankiem Polskim, od 1992 do 1998 kierował w nim Departamentem Analiz i Badań. W latach 1994–1998 był członkiem zarządu NBP, następnie do 2001 wiceprezesem NBP. Od 2002 do 2007 pozostawał dyrektorem Biura Badań Makroekonomicznych, od 2008 do 2009 tymczasowo kierował Generalnym Instytutem Ekonomicznym, a potem do 2015 był jego wicedyrektorem. W 2015 prezydent Bronisław Komorowski, na wniosek prezesa NBP Marka Belki, powołał go na członka zarządu tej instytucji (z dniem 4 sierpnia 2015) na sześcioletnią kadencję. W 2024 został członkiem rady nadzorczej Polskiego Funduszu Rozwoju.
W 2005 r. otrzymał Srebrny Krzyż Zasługi.